# Menahem Pressler

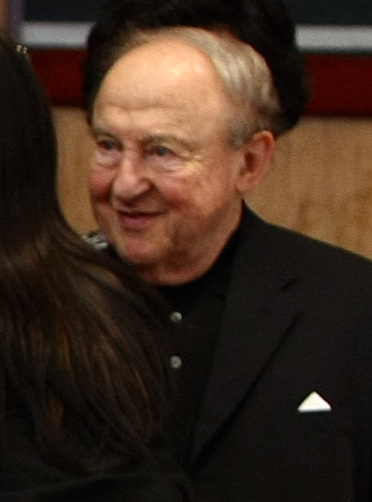
Menahem Pressler (2009)

Menahem Pressler (* 16. Dezember 1923 in Magdeburg; † 6. Mai 2023 in London), geboren als Max Jakob Pressler, war ein israelisch-US-amerikanisch-deutscher Pianist und Gründer des Beaux Arts Trios.

## Leben
Max Jakob Pressler wurde 1923 in Magdeburg als Sohn einer jüdischen Familie geboren. Sein Vater Moritz (Mosche) Pressler war Herrenausstatter. Nach der Machtübergabe an die Nationalsozialisten 1933 musste er als Jude das Gymnasium verlassen. Nach den Novemberpogromen 1938 floh die Familie 1939 über Triest nach Palästina. Presslers Großeltern und auch andere Verwandte wurden Opfer des Holocaust.
Im August 1946 nahm er erfolgreich an einem Klavierwettbewerb in San Francisco teil. Nach dem Gewinn des Debussy-Piano-Wettbewerbs studierte er in Kalifornien unter anderen bei Bruno Walter und begann eine Karriere als Solist.
1949 heiratete er in Jerusalem seine Klavierschülerin Sara Sherchen (ursprünglich Szerszen), geboren 1932 in Petach-Tikvah bei Tel Aviv. Sie bekamen zwei Kinder: Amittai (Ami) Pressler (geboren 1952 in Israel) und Edna Pressler (geboren 1962 in Bloomington, Indiana, USA). Sara Pressler starb am 19. Dezember 2014 in Bloomington, Indiana, USA.
1955 nahm Pressler mit Daniel Guilet und Bernard Greenhouse die Klaviertrios von Wolfgang Amadeus Mozart auf Schallplatte auf. Die Aufnahmen waren derart erfolgreich, dass sich die drei entschlossen, als Beaux Arts Trio zusammenzubleiben. Deshalb zog Pressler in die USA und lebte fortan in Bloomington (Indiana). Nach seinem Umzug änderte er seinen Vornamen, um so sein Judentum und sein Bekenntnis zu Israel auszudrücken. Das Beaux Arts Trio entwickelte sich zum über 50 Jahre lang weltweit führenden Klaviertrio. Mit dem Beaux Arts Trio spielte Pressler mehr als 50 Schallplattenaufnahmen ein, als Solokünstler über 30 Aufnahmen. 2008 löste sich das Trio auf. Pressler war zudem Professor an der Indiana University Music School und weiterhin als Solist tätig.
Ab 1956 trat Pressler regelmäßig auch in Deutschland auf; Honorare spendete er für karitative Zwecke in Israel. Auf Initiative des Geigers Daniel Hope wurde Pressler im Jahr 2012 in Deutschland wieder eingebürgert.
Im Januar 2014 gastierte Pressler im Alter von 90 Jahren erstmals gemeinsam mit den Berliner Philharmonikern mit Mozarts Klavierkonzert Nr. 17. Bei deren Silvesterkonzert im selben Jahr spielte er Mozarts Klavierkonzert Nr. 23. Im Oktober 2015 wurde Pressler mit dem ECHO Klassik in der Kategorie „Würdigung des Lebenswerkes“ ausgezeichnet. 2016 spielte er wenige Tage vor seinem 93. Geburtstag in Bremen mit der Deutschen Kammerphilharmonie Bremen wieder Mozarts 23. Klavierkonzert und wurde mit Standing Ovations gefeiert.
Presslers Lebensgefährtin war nach dem Tod ihres Mannes George Weidenfeld im Jahr 2016 die ehemalige Konzertmanagerin Lady Annabelle Weidenfeld.

## Preise und Ehrungen
- 1946: Erster Preis beim Internationalen Debussy-Klavierwettbewerb in San Francisco
- 1994: 30. Ehrenbürger der Johannes Gutenberg-Universität Mainz
- 2000: Mitglied der American Academy of Arts and Sciences
- 2005: Kommandeur des Ordre des Arts et des Lettres
- 2005: Bundesverdienstkreuz I. Klasse
- 2007: Honorary Fellow der Jerusalem Academy of Music
- 2009: Ehrenbürger seiner Geburtsstadt Magdeburg (verliehen am 22. November 2009)[15]
- 2015: ECHO Klassik in der Kategorie Würdigung des Lebenswerkes
- Ehrendoktorwürden der University of Nebraska, der North Carolina School of the Arts (1986),[16] des San Francisco Conservatory of Music und der Ben-Gurion-Universität im Negev (2017[17])

## Menahem-Pressler-Preis
Zu Presslers Ehren verleiht das Land Sachsen-Anhalt seit 2017 den Menahem-Pressler-Preis. Die Auszeichnung richtet sich an Musikschüler, die sich durch hohe künstlerische Leistungen in der Musikschulausbildung und besondere Erfolge in Wettbewerben ausgezeichnet haben.